# Plagiochila vietnamica
Plagiochila vietnamica là một loài rêu trong họ Plagiochilaceae. Loài này được Inoue mô tả khoa học đầu tiên năm 1968.